# Apsilus fuscus
Espèce
Apsilus fuscus est une espèce de poissons perciformes de la famille des Lutjanidae.